# Avant Browser
Avant Browser was een gratis webbrowser voor Windows. De browser beschikte over een ingebouwde RSS-reader en een advertentie- en pop-upblocker. De browser was te gebruiken in 41 verschillende talen, waaronder het Nederlands. Sinds Avant 2012 build 176 was de WebKit-engine ingesteld als standaard render-engine in de Ultimate-versie.

## Renderengines
Orca Browser was een afsplitsing van Avant Browser waarbij gebruik werd gemaakt van zowel Trident (de layout-engine van Internet Explorer, standaard gebruikt tot versie 2012 build 175) als Gecko (de layout-engine van Mozilla-browsers, waaronder Firefox). Sinds Avant 2012 is Gecko ook geïntegreerd en kan er gewisseld worden tussen beide renderengines. Orca Browser werd hiervoor samengevoegd met Avant. In versie 2012 build 168 werd tevens ondersteuning toegevoegd voor WebKit, de engine die gebruikt wordt door Google Chrome. Hierdoor heeft Avant, net als Lunascape, nu 3 renderengines.

## Functies
- Websites laden met de layout-engines Trident-, Gecko- of WebKit;
- Avant Ultimate en Avant Portable ondersteunen add-ons in de Gecko-rendermodus;
- Geïntegreerde Atom- en RSS-lezer;
- Meertalig: het programma is beschikbaar in 41 talen;
- Ondersteuning voor thema's om het uiterlijk aan te passen.
- Speeddialpagina.

## Versies
Er zijn verschillende versies van Avant:
- Lite, bevat enkel de layout-engine Trident.
- Portable, een versie voor USB-sticks (zie portable software). Bevat Trident en Gecko.
- Ultimate, een versie met drie layout-engines: Trident, Gecko en WebKit.